# Национално знаме на Алжир
Националното знаме на Алжир е разделено вертикално на две еднакво широки части в зелен и бял цвят. Върху тях изобразен червен полумесец и звезда. Знамето е прието на 3 юли 1962 г. Прилича на знамето на Алжирския национален фронт за освобождение. Белият цвят символизира чистотата, а зеленият – исляма.
Флагът на военноморските сили на Алжир е идентичен с държавния. Различава се само по двете кръстосани котви в горния ляв ъгъл.